# マミジロミツドリ
マミジロミツドリ（学名：Coereba flaveola）は、スズメ目マミジロミツドリ科の鳥類である。
かつてはアメリカムシクイ類かフウキンチョウ類の一種とされていたが、現在では多くの学者が1属1種のみの単型の科「マミジロミツドリ科」であると考えている。アメリカ鳥学会(AOU) は本種を所属不明としている。シブリー＝アールキスト鳥類分類では、ヒワミツドリ属と同じくアトリ科ホオジロ亜科フウキンチョウ科に分類される。

## 分布
南アメリカの熱帯地域に留鳥として生息し、北限はメキシコ南部、西インド諸島である。フロリダ州でも稀に迷鳥として飛来する。

## 形態
マミジロミツドリは体長が約11センチメートルと非常に小さい鳥である。くちばしは細長く曲がっており、花の蜜を吸うのに適している。舌もその食性に合ったふさ毛のある管状になっている。花の側面から花弁を突き刺し、受粉させることなく蜜を吸うこともできる。なおマミジロミツドリはハチドリのように停飛（ホバリング）することは出来ないため、蜜を吸う間は枝などに止まらなくてはならない。また、果実や昆虫なども食する。
約40の亜種が知られている。基亜種は背面は暗い灰色で、頭は黒だが白い眉斑がある。のどは白色で、腹は黄色である。雌雄ともほとんど差異はない。亜種のなかには、全身がほとんど黒いものなど、基亜種とは全く異なる色彩の亜種もある。

## 生態

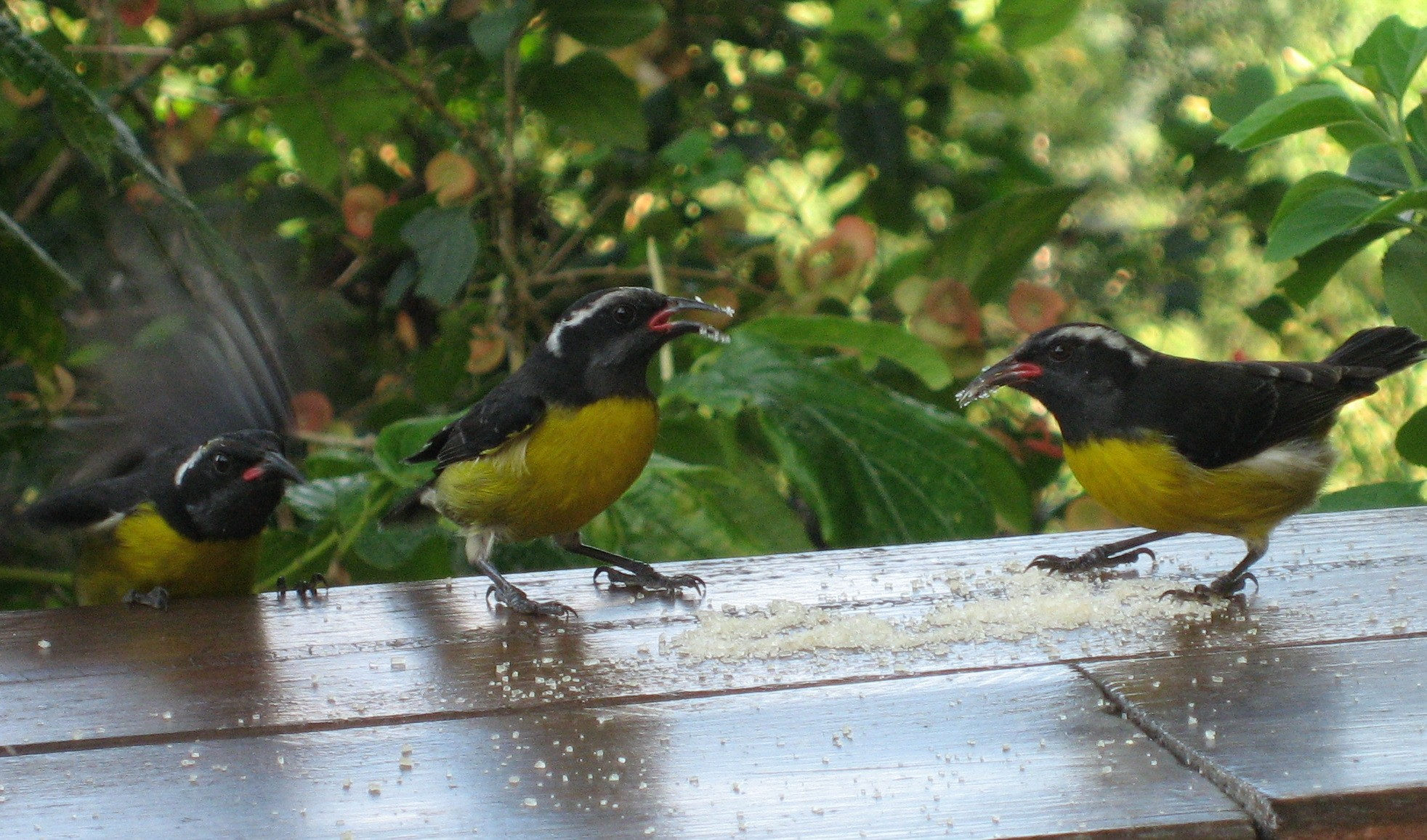
砂糖を食べに来たマミジロミツドリ

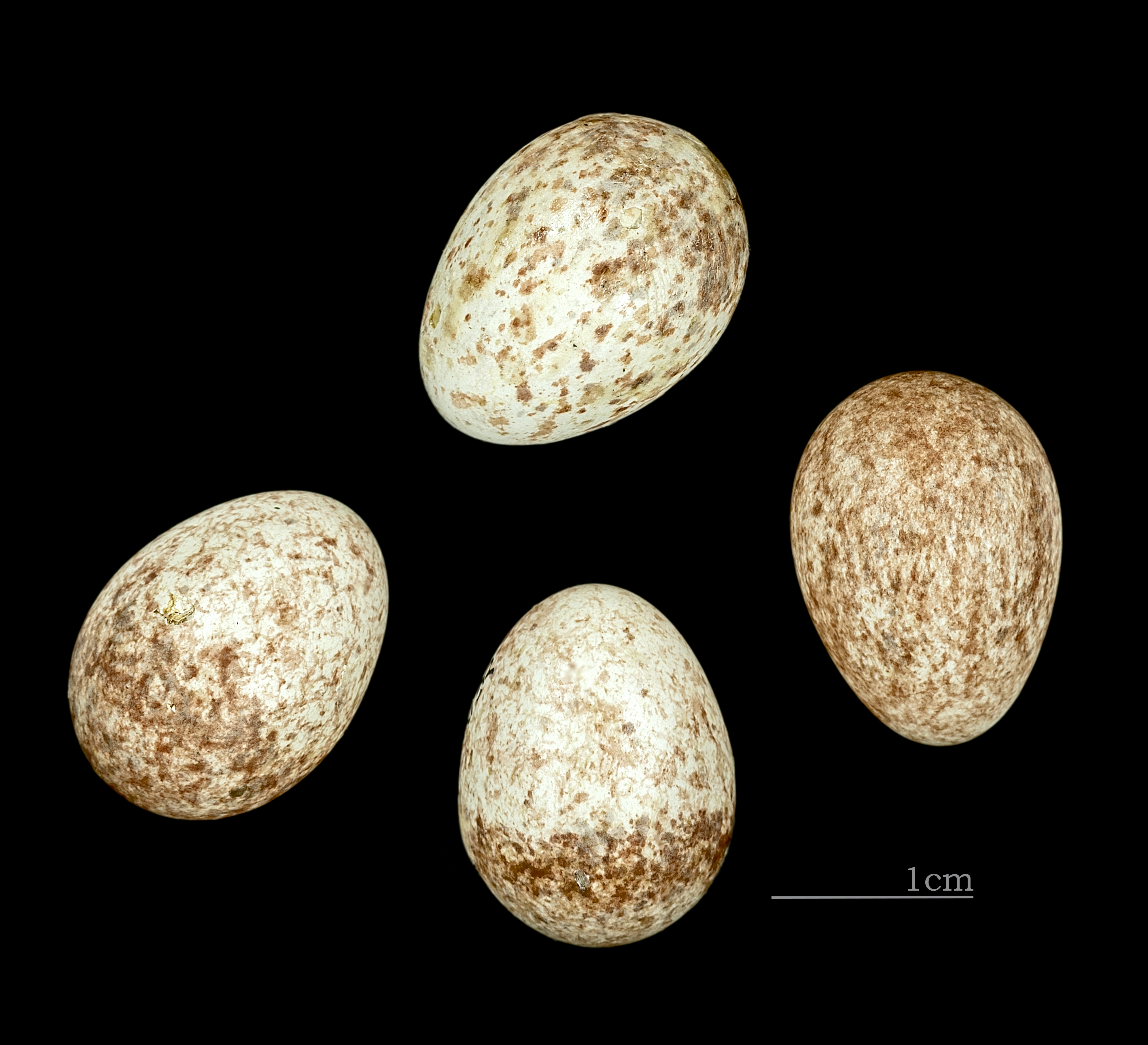
Coereba flaveola

しばしば庭などにも飛来し、あまり人間に対する警戒心はないようである。マミジロミツドリをシンボルとしているアメリカ領ヴァージン諸島では、マミジロミツドリを誘き寄せる方法としてボウルや餌箱に顆粒状の砂糖を置いておくことが一般的であり、そのため "Sugar bird" とも呼ばれる。（ヒワミツドリ属も同様）
西インド諸島に生息するものは、営巣場所を狩りバチの近くにすることで、巣の捕食率を下げている。

## 亜種
40亜種が知られており、これを9種にすべきという意見もある。全身が黒い亜種もおり、亜種間で外見がかなり異なる場合もある。
- C. f. alleni Lowe, 1912
- C. f. aterrima (Lesson, 1830)
- C. f. atrata (Lawrence, 1878)
- C. f. bahamensis (Reichenbach, 1853)
- C. f. bananivora (Gmelin, 1789)
- C. f. barbadensis (Baird, 1873)
- C. f. bartholemica (Sparrman, 1788)
- C. f. bolivari Zimmer & Phelps, 1946
- C. f. bonairensis Voous, 1955
- C. f. caboti (Baird, 1873)
- C. f. caucae Chapman, 1914
- C. f. cerinoclunis Bangs, 1901
- C. f. chloropyga (Cabanis, 1850)
- C. f. columbiana (Cabanis, 1866)
- C. f. dispar Zimmer, 1942
- C. f. ferryi Cory, 1909
- C. f. flaveola (Linnaeus, 1758)
- C. f. frailensis Phelps & Phelps Jr, 1946
- C. f. gorgonae Thayer & Bangs, 1905
- C. f. guianensis (Cabanis, 1850)
- C. f. intermedia (Salvadori & Festa, 1899)
- C. f. laurae Lowe, 1908
- C. f. lowii Cory, 1909
- C. f. luteola (Cabanis, 1850)
- C. f. magnirostris (Taczanowski, 1880)
- C. f. melanornis Phelps & Phelps 1954
- C. f. mexicana (Sclater, 1857)
- C. f. minima (Bonaparte, 1854)
- C. f. montana Lowe, 1912
- C. f. nectarea Wetmore, 1929
- C. f. newtoni (Baird, 1873)
- C. f. oblita Griscom, 1923
- C. f. obscura Cory, 1913
- C. f. pacifica Lowe, 1912
- C. f. portoricensis (Bryant, 1866)
- C. f. roraimae Chapman, 1929
- C. f. sharpei (Cory, 1886)
- C. f. tricolor (Ridgway, 1884)
- C. f. uropygialis Berlepsch, 1892